# Békésszentandrás
Békésszentandrás în românește Bichișsântandrei, este un sat în districtul Szarvas, județul Békés, Ungaria, având o populație de 3.830 de locuitori (2011). 

## Demografie
Componența etnică a satului Békésszentandrás
     Maghiari (97,23%)
     Slovaci (1%)
     Necunoscut (0,62%)
     Alții (1,15%)
Componența confesională a satului Békésszentandrás
     Romano-catolici (47,62%)
     Fără religie (14,46%)
     Reformați (8,88%)
     Luterani (5,07%)
     Necunoscută (22,98%)
     Alte religii (1,51%)
Conform recensământului din 2011, satul Békésszentandrás avea 3.830 de locuitori. Din punct de vedere etnic, majoritatea locuitorilor (97,23%) erau maghiari. Apartenența etnică nu este cunoscută în cazul a 0,62% din locuitori. Nu există o religie majoritară, locuitorii fiind romano-catolici (47,62%), persoane fără religie (14,46%), reformați (8,88%) și luterani (5,07%). Pentru 22,98% din locuitori nu este cunoscută apartenența confesională.